# ELMO2
ELMO2‏ (Engulfment and cell motility 2) هوَ بروتين يُشَفر بواسطة جين ELMO2 في الإنسان.
يتفاعل البروتين المُرمَّز بواسطة هذا الجين مع مُرسِل بروتين انقسام الخلايا السيتوكينيسيس 1. يشير تشابهه مع بروتين ديدان الربداء الرشيقة إلى أن هذا البروتين قد يعمل في بلعمة الخلايا الميتة وفي هجرة الخلايا. ينتج عن الربط البديل متغيرات نسخ متعددة تُرمِّز لنفس البروتين.